# 中華民國—玻利維亞關係
中華民國與多民族玻利維亞國於1919—1985年有官方外交關係，斷交後，曾在對方首都互設具大使館功能的代表機構，但相繼關閉，目前對玻利維亞的有關事務由駐秘魯臺北經濟文化辦事處兼轄。

## 政治

### 外交

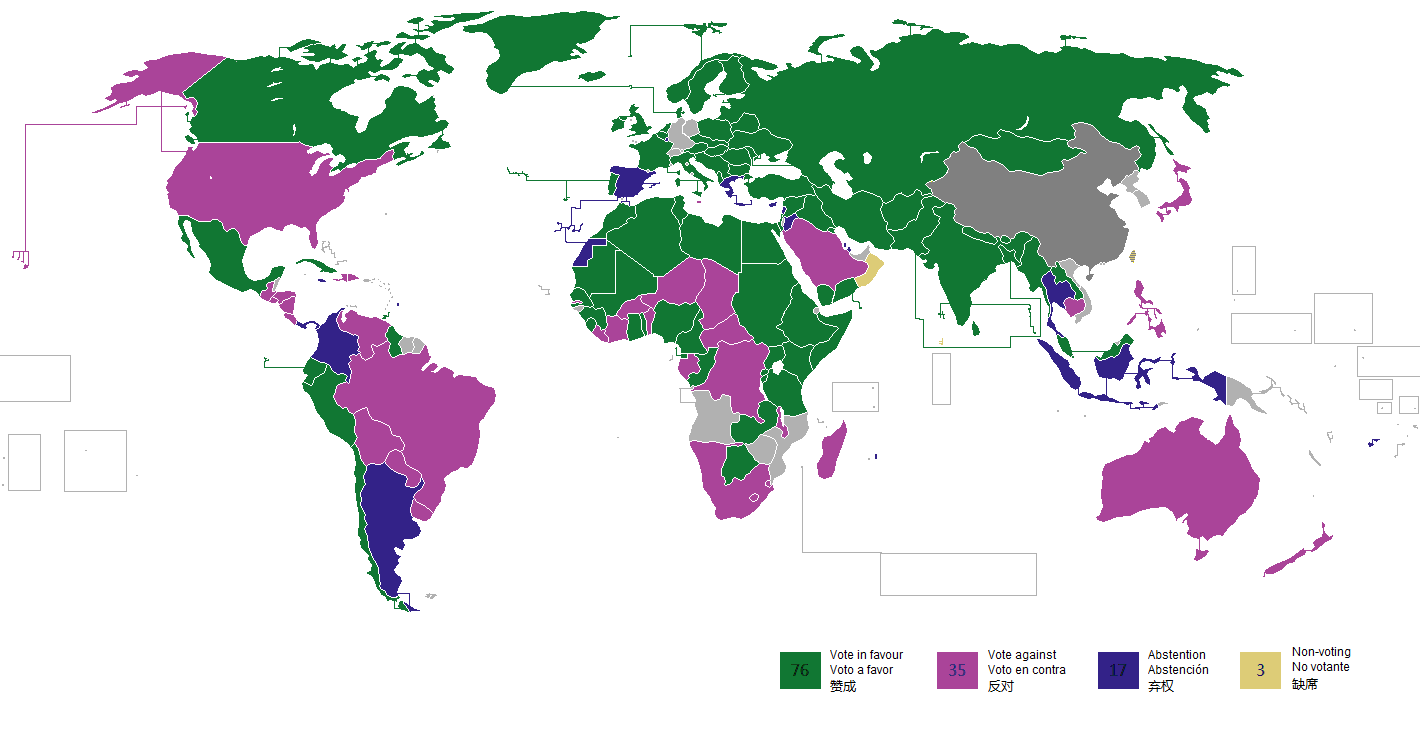
紫色國家表示在1971年的投票中支持中華民國續留聯合國，即《聯合國大會2758號決議》，其中包括玻利維亞。

1919年12月3日，中華民國與玻利維亞建立公使級外交關係，但未互派公使等使節。
1947年5月10日，两国升格为大使级外交关系，并开始互派大使，駐玻利維亞大使由駐秘魯大使兼任。
1949年，中華民國政府遷台後，兩國繼續維持邦交。
1959年9月25日，於行政首都拉巴斯設立中華民國駐玻利維亞共和國大使館，由駐秘魯大使兼任，1966年7月，派駐專任大使。
1967年5月25日，於首都臺北設立玻利維亞駐臺北名譽領事館，由駐日本大使兼任，1978年1月，派駐專任使節。1981年5月1日，改設立玻利維亞駐中華民國大使館。
1985年7月11日，玻利維亞與中華民國斷交。
兩國斷交後，雙方於首都互設具大使館功能的代表機構。1990年12月26日，設立中華民國駐玻利維亞商務及領務辦事處，享有與國際組織駐玻利維亞機構同等的地位與待遇。2004年11月11日，更名為駐玻利維亞臺灣商務辦事處。2009年7月28日關閉改由駐秘魯台北經濟文化辦事處兼轄。
1992年4月29日，設立玻利維亞駐華商務暨金融代表處。自2002年9月起未再派代表，現已關閉。
1991年5月9日，玻利維亞參議院議長巴爾達（Gonzalo Valda Cárdenas）率領多位議員抵台訪問。
1999年7月3日，玻利維亞參議院副議長魏賈維仙修夫婦等人抵台訪問。
2001年，中華民國曾与玻利維亞就复交事宜进行谈判，但最终失败。
2004年3月8日，玻利維亞人民保護會主席阿爾巴拉辛、4月19日，國家科學院長薩維德拉（Antonio Saavedra Muñoz）、8月23日，參議院副議長胡斯第尼亞諾（Mario Diego Justiniano Aponte）抵台訪問。
2024年4月3日，台灣發生地震後，玻利維亞外交部5日发表声明称「在台湾外海发生强烈地震造成人员和财产损失之际，玻利维亚与中华人民共和国站在一起。」对此，中华民国外交部长吴钊燮在X（原Twitter）发帖批评玻利维亚政府附和中华人民共和国的行为，中华民国外交部也对玻利维亚政府的做法表示了谴责。

## 經濟

### 貿易
| 年分 | 貿易總額   | 貿易總額 | 貿易總額 | 出口至玻利維亞 | 出口至玻利維亞 | 出口至玻利維亞 | 自玻利維亞進口 | 自玻利維亞進口 | 自玻利維亞進口 | 順逆差 |
| 年分 | 金額       | 年增減   | 排名     | 金額           | 年增減         | 排名           | 金額           | 年增減         | 排名           | 順逆差 |
| ---- | ---------- | -------- | -------- | -------------- | -------------- | -------------- | -------------- | -------------- | -------------- | ------ |
| 2017 | 9,191,947  | ▼16.2%   | 148      | 7,354,566      | ▼22.1%         | 133            | 1,837,381      | ▲20.5%         | 148            | 順差▼  |
| 2018 | 12,181,117 | ▲32.5%   | 142      | 8,514,748      | ▲15.8%         | 127            | 3,666,369      | ▲99.5%         | 130            | 順差▼  |
| 2019 | 10,013,556 | ▼17.8%   | 148      | 6,894,264      | ▼19.0%         | 134            | 3,119,292      | ▼14.9%         | 132            | 順差▼  |
| 2020 | 12,201,027 | ▲21.8%   | 137      | 6,652,395      | ▼3.5%          | 130            | 5,548,632      | ▲77.9%         | 122            | 順差▼  |
| 2021 | 11,099,244 | ▼9.0%    | 145      | 6,420,300      | ▼3.5%          | 141            | 4,678,944      | ▼15.7%         | 125            | 順差▲  |
| 2022 | 9,106,809  | ▼18.0%   | 145      | 5,745,401      | ▼10.5%         | 145            | 3,361,408      | ▼28.2%         | 132            | 順差▲  |
| 2023 | 9,570,715  | ▲5.1%    | 142      | 4,890,459      | ▼14.9%         | 147            | 4,680,256      | ▲39.2%         | 124            | 順差▼  |
| 2024 | 7,828,568  | ▼18.2%   | 154      | 4,127,309      | ▼15.6%         | 151            | 3,701,259      | ▼20.9%         | 130            | 順差▲  |

2023年的兩國貿易項目如下：
出口至玻利維亞的前10大項目為：機動車輛所用之零件與附件；調製膠與其他調製粘著劑；橡膠或塑料加工機或以此類原料製造產品之機械；自行車或機動車輛用之電氣照明或信號設備、擋風板刮刷器、去霜或去霧器；液體或粉末之發射、散播或噴霧用機具、滅火器、噴槍、噴水蒸汽機或噴砂機與類似噴射機器；種植用種子、果实與孢子；其他机械零件；一般或競技運動、戶外遊戲用物品與設備、游泳池與袖珍游泳池；鋼鐵製螺釘、螺栓、螺帽、螺旋鈎、車用螺釘、鉚釘、橫梢、開口梢、墊圈與類似製品；手用扳手與扳鉗、有無把手之可互換扳手套筒等。
自玻利維亞進口的前10大項目為：油料種子與油質果實；大豆；铜廢料與碎屑；铝廢料與碎屑；蕎麥、小米、雀粟與其他穀類；咖啡、咖啡荳殼與荳皮、含咖啡成分之代替品；木材；不帶毛之牛、馬類動物鞣制皮革或胚皮革；鮮或乾椰子、巴西栗與腰果；去莢之乾豆類蔬菜等。

### 投資
玻利維亞位處拉丁美洲內陸，且地理位置距離臺灣遙遠，以及該國投資經商環境並不友善，相較其他拉丁美洲國家臺商數目一向較少。臺商早期多從事進出口貿易，包括雜貨、布料、手工具等，之後面臨中國大陸產品的價格競爭，臺灣產品雖然品質較佳，但民眾購買力較弱，商品較不具價格優勢。目前僅有少數臺商仍繼續從事百貨進出口、食品、餐飲等商業活動，另由於玻利維亞經濟較其他拉美國家落後，臺商多於經商有成生活穩定之後，轉赴其他環境較好之國家定居與經商。
根據中華民國經濟部投資審議司統計，截至2023年，臺商對玻利維亞的總投資金額為37,950美元；玻利維亞對臺灣無直接投資紀錄。

## 僑民
在玻利維亞的僑民於1980年前後曾達1,300人左右，90%以上來自台灣，後因該國政經情況不佳，相繼轉赴他國發展。目前持中華民國護照的僑民約70戶180人，其中約有40戶定居在第1大城聖克魯斯，其餘則分居實際上的首都拉巴斯及第3大城科恰班巴。這三座城市也先後成立「中華總會」、「中華商會」及「華夏促進會」。其中聖克魯斯的中華商會成立逾20年，並為登記有案之組織，且設有会馆供僑民於年節時團聚並辦理各項活動，但由於人數較少，且許多僑民均往返臺灣或其他國家，並未頻繁聚會交流。僑民多經營餐飲業、商店、旅館、旅行社等，也有開設塑膠工廠及麵粉廠者。聖克魯斯目前設有華人的基督教會與教堂，另有民間集資興建的祐海宮以供奉媽祖。

## 協定
| 日期           | 簽署                                                                 | 備註         |
| -------------- | -------------------------------------------------------------------- | ------------ |
| 1966年7月29日  | 《中華民國與玻利維亞共和國友好條約》                                 | 以下簡稱中玻 |
| 1969年7月15日  | 《中玻文化專約》                                                     |              |
| 1971年9月28日  | 《中玻經濟技術合作議定書》                                           |              |
| 1971年12月16日 | 《中華民國政府與玻利維亞共和國政府科學技術合作協定》                 |              |
| 1971年12月16日 | 《中玻農工技術合作換文》                                             | [ 註 2 ]     |
| 1981年6月1日   | 《中玻昆蟲醫學技術合作協定換文》                                     | [ 註 3 ]     |
| 1989年5月5日   | 《中玻郵政國際快捷郵件協定》                                         |              |
| 1993年4月28日  | 《中華民國（行政院）國家科學委員會與玻利維亞國家科學院科技合作協定》 |              |

## 簽證

持中華民國護照的中華民國國民簽證要求分布圖：入境玻利維亞需要簽證。

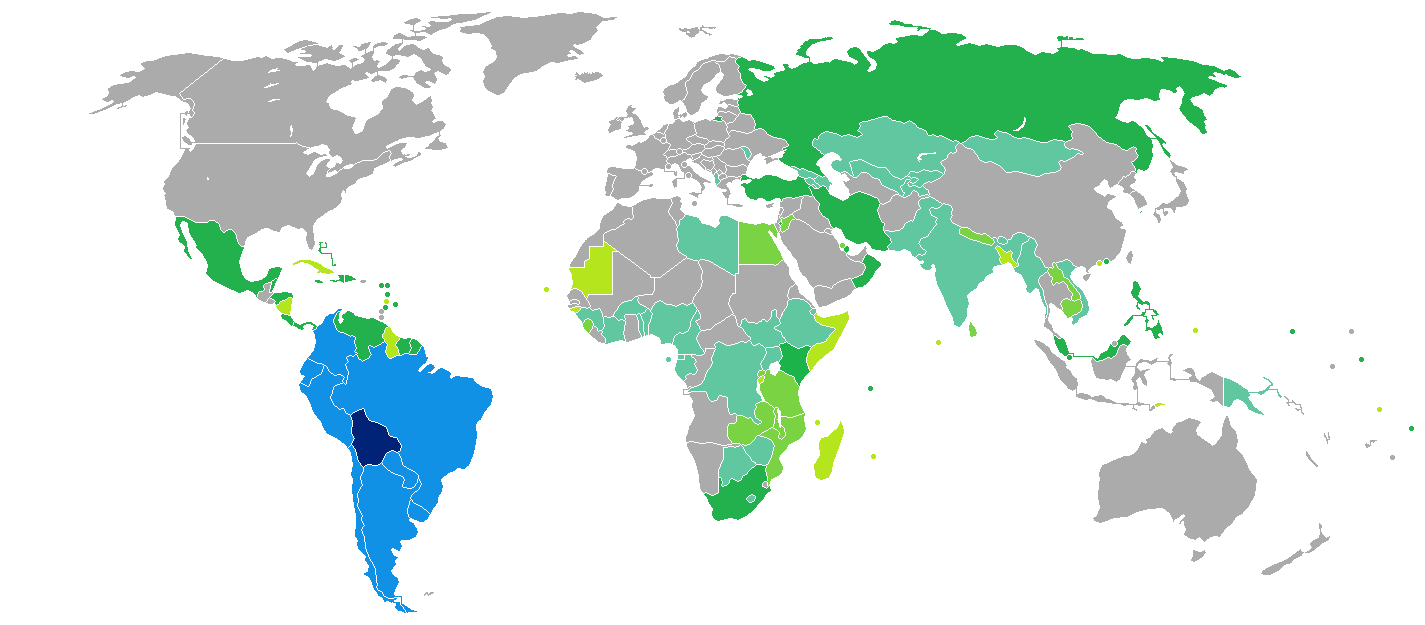
持玻利維亞護照的玻利維亞人口簽證要求分布圖：入境中華民國需要簽證。

兩國國民皆須申請簽證方可入境對方國家。持中華民國護照的中華民國國民以觀光或探訪為由，若無法在玻利維亞駐外館處取得簽證，可於該國邊境或機場移民局取得單次入境30天簽證，可延長兩次同等天數。經玻利維亞轉機亦須辦理簽證。
持玻利維亞護照的玻利維亞國民抵台參加由中央政府機關主辦、協辦或贊助之國際會議、運動賽事、商展或其他活動，可以電子簽證入境中華民國，停留最多30天並不得延期。

## 交通

### 航空
資料截至2023年7月2日

#### 客運
兩國無直航班機，亦無中華民國→直航第三地→玻利維亞，需多次轉機前往。
例如：
- 臺北→紐約→利馬→玻利維亞的國際機場（英语：List of airports in Bolivia）。

### 駕車
持有中華民國國際駕駛執照可在玻利維亞駕車。

## 外部連結
- 中華民國外交部－玻利維亞簡介 （页面存档备份，存于）
- 駐秘魯台北經濟文化辦事處
- 外交部領事事務局－國外旅遊警示分級表
- 中華民國衛生福利部－國際旅遊疫情建議等級
- 中華民國國際經濟合作協會 （页面存档备份，存于）